# Красная Гора (Владимирская область)
Красная Гора — деревня в Кольчугинском районе Владимирской области России, входит в состав Ильинского сельского поселения.

## География
Деревня расположена на берегу реки Пекша в 15 км на северо-запад от центра поселения посёлка Большевик и в 18 км на север от райцентра города Кольчугино.

## История
В XIX — начале XX века деревня входила в состав Петровской волости Юрьевского уезда, с 1925 года — в составе Юрьевской волости Юрьев-Польского уезда Иваново-Вознесенской губернии. В 1859 году в деревне числилось 39 дворов, в 1905 году — 70 дворов.
С 1929 года деревня являлась центром Красногорского сельсовета Кольчугинского района, с 1940 года — в составе Золотухинского сельсовета, с 1954 года — в составе Ильинского сельсовета, с 2005 года — в составе Ильинского сельского поселения.

## Население
| 1859 | 1905 | 2002 | 2010 | 2021 |
| ---- | ---- | ---- | ---- | ---- |
| 295  | ↗398 | ↘53  | ↘48  | ↘37  |

## Транспорт
Пригородный автобусный маршрут № 106 связывает Красную Гору с районным центром Кольчугино.